# Xot de Wallace
El xot de Wallace (Otus silvicola) és una espècie d'ocell de la família dels estrígids (Strigidae). Habita els boscos de Sumbawa i Flores, a les illes Petites de la Sonda. El seu estat de conservació es considera de risc mínim.